# Caenonomada unicalcarata
Caenonomada unicalcarata är en biart som först beskrevs av Adolpho Ducke 1908.  Caenonomada unicalcarata ingår i släktet Caenonomada och familjen långtungebin. Inga underarter finns listade.

## Bildgalleri

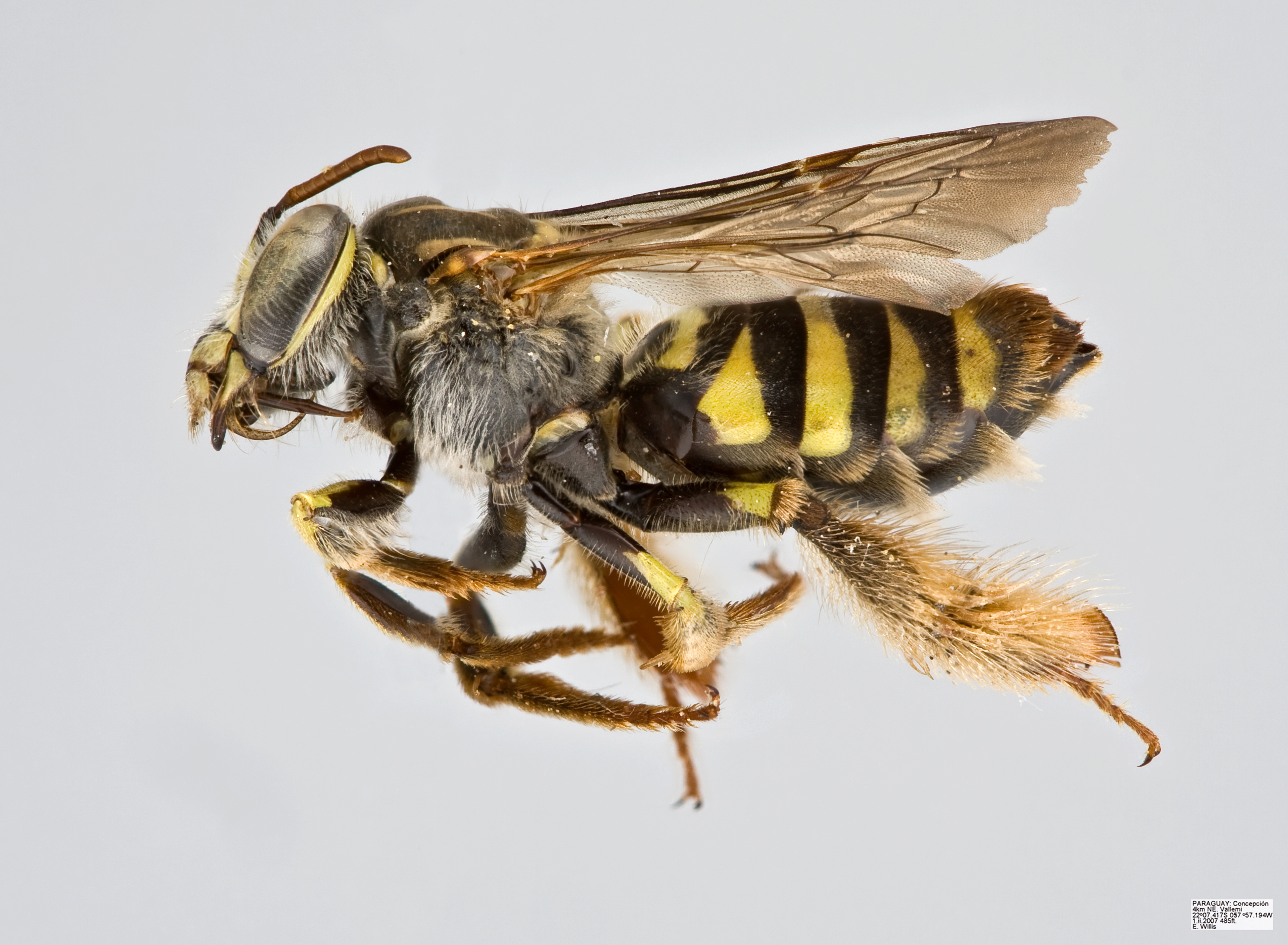
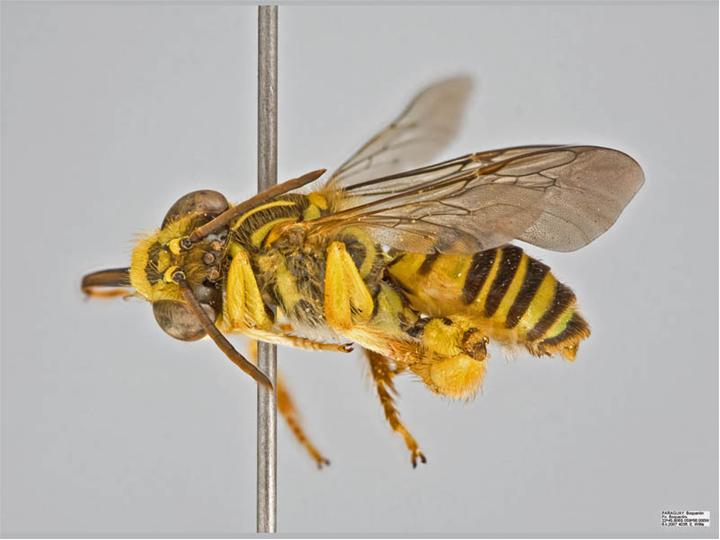